# Сембаев, Даулет Хамитович
Дауле́т Хами́тович Семба́ев (10 августа 1935 — 15 ноября 2021) — казахский металлург и финансист, политический деятель.
Разработчик Пенсионной реформы в Казахстане (1998 год).

## Биография
Родился 10 августа 1935 года в городе Алма-Ата в семье педагога, позже наркома и министра просвещения Казахской ССР Абдыхамита Ибнеевича Сембаева, его старший брат — Сембаев, Даурен Хамитович и две младшие сестры — Баишева Сауле Абдыхамитовна и Сембаева Рауза Абдыхамитовна. Происходит из подрода Керней рода Каракесек племени Аргын.
В 1958 году окончил Казахский горно-металлургический институт по специальности «инженер-металлург».

## Карьера
- С 1958—1966 года — занимал должности: технолог литейного цеха, старший мастер участка чёрного литья Алма-Атинского машиностроительного завода имени С. М. Кирова.
- В 1966—1975 гг. — занимал должности: главный специалист, начальник подотдела, заместитель начальника отдела Госплана Казахской ССР.
- С 1975 г. — заведующий секретариатом председателя Совета Министров Казахской ССР.
- с 1979 г. — заместитель Управляющего делами Совета Министров Казахской ССР.
- С 1983 г. — начальник отдела Госплана Казахской ССР,
- с 1987 г. — заместитель председателя Госплана Казахской ССР.
- С ноября 1990 г. — заместитель председателя Высшего экономического совета Казахской ССР.
- С октября 1991 г. — заместитель Премьер-министра РК
- c февраля 1992 г. — первый заместитель Премьер-министра РК.
- 20.12.1993 г. — 10.01.1996 г. — председатель Национального банка РК (согласно тогдашнему законодательству, глава Нацбанка не мог быть одновременно членом Кабинета министров).
- С декабря 1995 г. — депутат сената Парламента РК по списку Президента РК, председатель Комитета по экономике, финансам и бюджету.
- В 1996 — возглавлял Комитет по экономике, финансам и бюджету.
- с апреля 1999 года председатель Совета директоров АО «Казкоммерцбанк»,
- с 28 мая 1999 года по 7 декабря 2001 года — возглавлял Ассоциацию финансистов Казахстана
- с сентября 2002 года — заместитель председателя Совета директоров АО «Казкоммерцбанк». (по данным на 27.07.2009)
- с 31 января 2003 года по 16 апреля 2004 года — возглавлял Ассоциацию финансистов Казахстана
- С 10.08.2005 г. — Почетный Председатель Совета Ассоциации финансистов Казахстана[3]

С декабря 2009 года — член попечительского совета Международной академии бизнеса.

## Награды
- орден «Парасат» (1996)[6]
- орден Трудового Красного Знамени
- орден «Знак Почёта».
- две медали.
- Почётная грамота РК.
- Почётный профессор Академии РФЦА.[7].
- Почётный гражданин города Алма-Аты (2015)[8][9].